# Charles Vincent Aubrun
Charles Vincent Aubrun   (Clichy, 4 d'abril de 1906 - Levallois-Perret, 2 de febrer de 1993) fou un hispanista francès.

## Biografia
Després dels estudis secundaris al lycée Chaptal, a disset anys anà a Barcelona a aprendre espanyol, alhora que ensenyava francès en l'escola de Berlitz. El 1928 va ser lector de francès a Múrcia, on va conèixer Jorge Guillén, que llavors ensenyava allí literatura espanyola, i també la que després seria la seua dona, Hilda Donally, llavors lectora d'anglès en la mateixa universitat, El 1930 es llicencià en llengua espanyola en la Sorbona, i durant els deu anys següents exercí de professor d'institut a Nîmes, Tànger, Rabat, Bordeus, Tours i París, llevat de l'estada d'un any a Madrid, en la Casa de Velázquez, interrompuda per l'esclat de la guerra civil. A partir del 1940 ensenyà en la Universitat de Tours, a partir del 1945 en la de Bordeus. El 1949 obtingué el doctorat en la Sorbona amb una tesi titulada Recherches sur la genèse, la nature et la date des vieux romances espagnols, i el 1951 s'establí a París, primer com a encarregat de curs i després com a director de l'Institut Hispanique.
Va ser professor invitat en diverses universitat nord-americanes, membre de la Hispanic Society i corresponent de la Reial Acadèmia Espanyola. El seu interés es va dirigir principalment al teatre espanyol del segle d'or; en són exemples les edicions d'obres de Lope de Vega i de Calderón. Però a part de la seua obra erudita, els vora cent cinquanta articles i els nombrosos assaigs d'alta divulgació que va publicar (alguns en la col·lecció «Que sais-je?», amb múltiples reedicions) abasten una gran varietat de temes i èpoques, des de la producció literària hispanoamericana (Alfonso Reyes, Rubén Darío, Martí) a l'èpica i la lírica medievals (el Cantar de mio Cid, Juan de Mena, Jorge Manrique) i a gèneres i autors tan diversos com ara Góngora, Cervantes, la picaresca, Gracián, Moratín, Goya, Valera, Valle-Inclán, Blasco Ibáñez, Jorge Guillén, etc. No deixà d'ocupar-se també, ocasionalment, de literatura catalana, i a ell es deu en bona part la fundació a París, el 1977, del Centre d'Études Catalanes.
Visqué els seus darrers dies a la residència per a membres de la Legió d'Honor del Châteu du Val, a Saint-Germain-en-Laye, i morí a vuitanta-sis anys.

## Obres
- Le chansonnier espagnol d’Herberay des Essarts, Bordeus: Féret et Fils, 1951.
- Histoire des lettres hispano-américaines. París: Armand Colin, 1954.
- «Gracián contre Faret». Homenaje a Gracián, Institución Fernando el Católico, 1958, p. 7-26.
- La comédie espagnole: (1600-1680), París: Presses Universitaires de France, 1966.
- Histoire du théatre espagnol, Paris: PUF, 1970.
- La Littérature espagnole. Presses Universitaires de France, 1977.
- «Le chant désespéré de Joan Rois de Corella». Iberoromania, núm. 9, 1979, p. 41-47.
- "Lettres d'or", poème de Joan Roiç de Corella (1438?-1497): sculpture et poésie. Separata de Romanica Europaea et Americana, Bonn: Bouvier, 1980.
- «La vida es sueño: le discours dramatique, sa fonction première, ses fonctions dérivées». Iberoromania, núm. 14, 1981, p. 1-16.
- «Lope de Vega, Dramaturge», Bulletin of Hispanic Studies, vol. 61, núm. 3, 1984, p. 271-282.
- «Le "Cancionero General" de 1511 et ses trente-huit romances», Bulletin hispanique, núm. 86, 1984, p. 39-60.
- Les vieux romances espagnols 1440-1550. París: Editions Hispaniques, 1986.
- « La "Primera soledad": en quête d'une poésie pure». Bulletin hispanique, tom 89, núm. 1-4, 1987, p. 131-152.